# Emelba
Emelba, S.A. fue un carrocero español situado en el municipio de Arbucias, en la provincia de Gerona (Cataluña, España).
Esta empresa fue fundada en el año 1978 y su especialidad era hacer transformaciones sobre modelos de SEAT, aunque también hizo transformaciones sobre modelos de Talbot, Peugeot, Lada, Citroën y Chevrolet. Emelba tenía un estudio de diseño llamado Elba Design, donde diseñaba sus modelos. La empresa desapareció en 1986, debido a numerosas deudas con SEAT y a acuerdos fallidos con otras empresas.

## Modelos
Sobre base SEAT

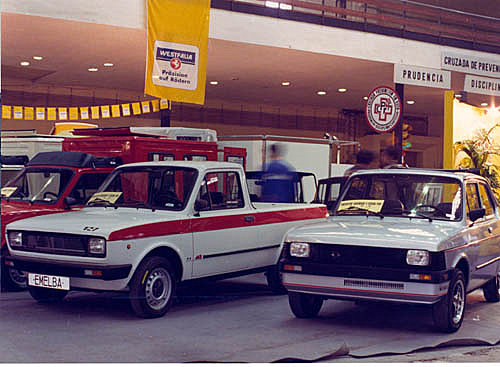
SEAT 127 pick-up y Elba de exposición.

- SEAT 127 Samba: primer modelo fabricado por Emelba bajo licencia de Fissore, carrocero italiano. Se trata de una versión del SEAT 127 tipo Citroën Méhari, un todo usos pero con carrocería metálica en este caso. Fue un modelo con buena acogida. Se vendía como cuatro plazas, pero se podía hacer biplaza quitando la banqueta trasera. Se fabricaron aproximadamente 1000 unidades a un precio de 469 611 pesetas.[1] Cabe destacar el hecho de que Emelba tuviera registrado el nombre Samba y que posteriormente Talbot pusiera a la venta su Talbot Samba sin conocimiento de este, por lo que se tuvo que llegar a un acuerdo económico para poder continuar con las ventas bajo este nombre.
- SEAT 127 Elba: fue presentado en el Salón Expomóvil de 1980. Se supone que es un prototipo único. Está basado en el 127, pero con grandes mejoras, como spoiler, parachoques y calandra nuevos.
- SEAT 127 Póker: primera furgoneta de Emelba, presentada en 1980. Llevaba el motor del 127, el famoso 903. Se vendió en versión cerrada, mixta y pick-up.
- Emelba Chato: era una pequeña furgoneta con estética sobre la base del SEAT Panda, presentada en el Salón Expomóvil de 1982. Se comenzó su producción definitiva durante el año 1983, básicamente modificando a mano la carrocería original. Se vendió en versiones mixta, abierta y pick-up, taxi, ambulancia y policía. Con la ruptura de acuerdo de SEAT con Fiat, Emelba actualizó el chato, convirtiéndolo en el 903.
- Emelba 903: fue una modernización del Chato tras la ruptura de SEAT y Fiat, también para hacerlo más agradable a la vista. Fue presentado en marzo de 1985.
- Emelba Panda-Terra: Era una versión pick-up y a la vez descapotable del SEAT Panda. A la versión con techo descapotable se la llamó Pandita. Fueron presentados en el Salón del Automóvil de Barcelona de 1982.
- Emelba Elba cinco puertas: prototipo del SEAT Panda con carrocería de cinco puertas. Fue presentado en octubre de 1983 en el salón SONIMAG de Barcelona. Tenía la misma longitud que un Panda normal, y conservaba incluso la misma situación de la boca de llenado de gasolina. Emelba estuvo implicada en un juicio entre Fiat y SEAT por la creación de este prototipo.[2]
- SEAT Panda Diésel: Fue un proyecto de 1984, que iba a montar un motor Daihatsu diésel. Exteriormente era igual que el SEAT Panda.
- Emelba Ronda: presentado en 1983, cambio de imagen de la furgoneta Elba por la separación de SEAT-Fiat. Adoptaba la nueva imagen del Ronda, pero mantenía la plataforma, como el Ronda. Montó el mismo motor diésel. Ofrecía gran confort y alcanzó buen nivel de ventas. Se comercializó en versión acristalada, cerrada, pick-up e isotermo. Estuvo en los catálogos de Emelba hasta su cierre. También se produjo un curioso kit de autocaravana sobre el pick-up diésel, dotado de gran lujo y funcionalidad. Otro prototipo bien interesante fue el Emelba Ronda familiar, con asientos traseros monoplaza y correderos y puertas traseras de apertura eléctrica. Se estimaban unas ventas de 5.000 unidades año, pero por problemas burocráticos no fue puesto a la venta y quedó como prototipo único.
- Emelba Ritmo Elba: furgoneta con la plataforma del SEAT Ritmo. Equipada con el mismo motor diésel del Ritmo. Vendida en versión pick-up, furgoneta cerrada, furgoneta abierta e isotermo.
- SEAT Ibiza pick-up: solo se hizo un prototipo, presentado en 1986, siendo uno de los últimos proyectos de Emelba.
- Emelba 7: era un monovolumen basado en el SEAT Ibiza. Fue presentado en 1985 en el Salón Expoocio.

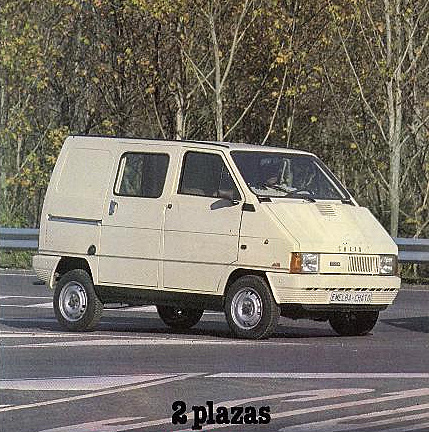
Emelba Chato furgoneta.
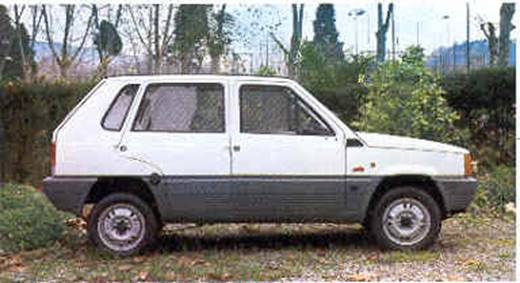
Vista lateral del Emelba Elba 5 puertas.
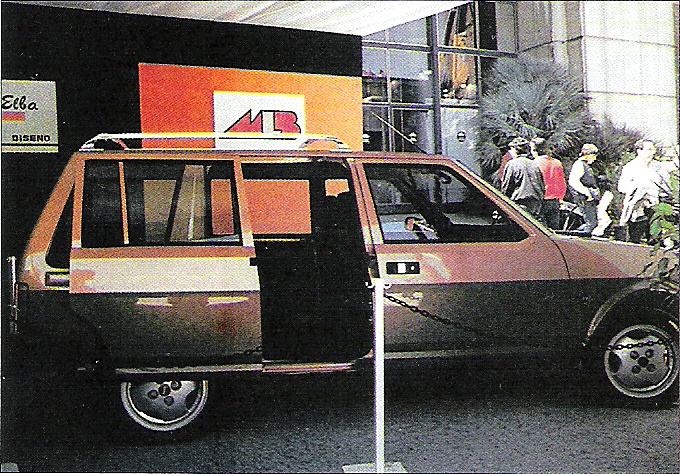
Vista lateral del Emelba Ronda familiar en una exposición.
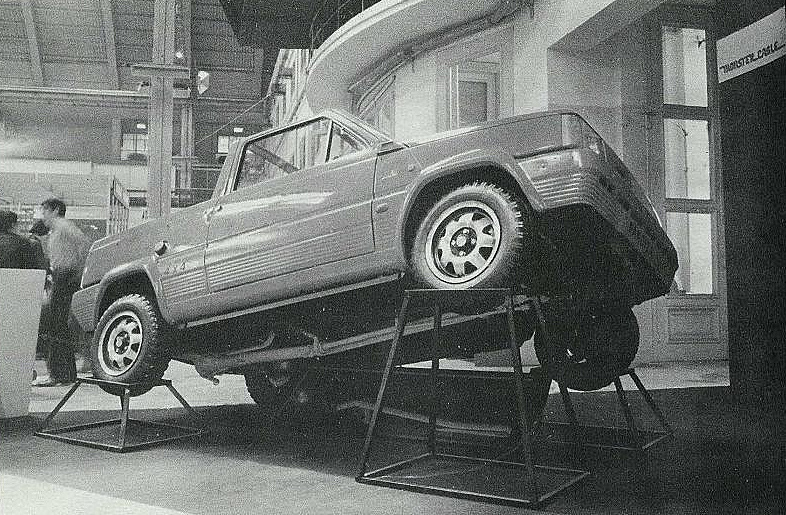
Emelba Pandita 4x4 en una exposición.
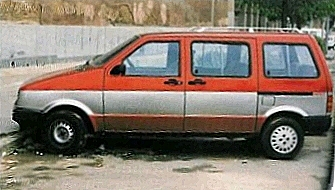
Emelba 7 fotografiado en Barcelona.

Sobre base Peugeot/Talbot/Citroën/Opel/Chevrolet
- Peugeot 205 Cabrio Emelba: interpretación de Emelba del Peugeot 205 descapotable presentado en el Salón del Automóvil de Barcelona en 1985.
- Talbot Samba descapotable: versión cabrio del Talbot Samba presentada por Emelba en 1984 junto con el también cabrio Opel Corsa. También se guardaba la lona encima del maletero y su utilización era muy sencilla. Se podía adquirir en los concesionarios Talbot con un sobreprecio de 180.000 pesetas.
- Talbot Horizon Furgoneta Emelba: apareció en los catálogos de Emelba en 1986. Fue uno de los últimos proyectos de Emelba. Tenía el motor diésel de 1.9 litros de origen Peugeot. Su comercialización era efectuada a través de los concesionarios Talbot.
- Opel Corsa Cabrio: versión descapotable del Opel Corsa presentada por Emelba en 1984.
- Citroën Visa y Lada Niva Cabrio: Siguen el mismo planteamiento que sus hermanos derivados de SEAT, Talbot y Opel. El Niva Cabrio fue uno de los últimos diseños de Emelba.
- Emelba Chevrolet Blazer: este proyecto fue iniciado en 1984, aunque la aparición del Emelba Blazer se hizo en el Salón Expoocio de 1985.

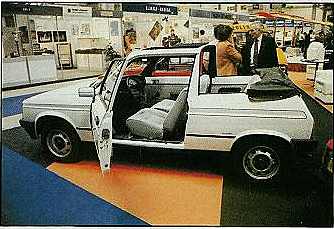
Presentación del Talbot Samba Cabrio Emelba.
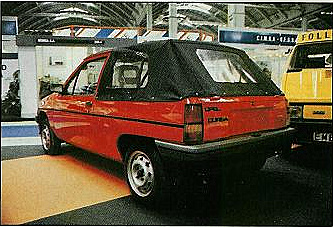
Presentación del Opel Corsa cabrio.

Autocaravana y minibús
- Autocaravana Spica: fue presentada en el Salón Expoocio de 1985. Su estilo era de típica autocaravana americana, de gran tamaño y estética discutible. Tenía base mecánica de GMC. Emelba planeaba montarla en España, pero por problemas burocráticos no pudo.
- Emelba Minibús Lujo: fue presentado en el Salón del Automóvil de Barcelona en 1985. Era un minibús de lujo hecho con la colaboración del carrocero de Autobuses Ayats, originario de Arbucias. Tenía 17 plazas y una única puerta de acceso y salida. Tenía un motor diésel Chevrolet de 8 cilindros en V y 125 CV, y caja de cambios automática de tres marchas.

## Otros trabajos
- La famosa flota de SEAT Trans de Telefónica con vivos colores fue equipada y pintada por Emelba.
- Además de modificar carrocerías, Emelba también creó un aerodeslizador anfibio y un ultraligero, el Sky Jet.[3][4]
- Emelba fue el importador oficial español de los equipos de car audio Clarion.

## Fin de Emelba
Emelba mantenía deudas con SEAT en concepto de adquisición de chasis, por lo que la segunda dejó de suministrarle piezas a la primera. Se llegaron a empezar a fabricar las cien primeras unidades del 7, pero solamente se montaron unas tres unidades del modelo definitivo y cuatro o cinco prototipos. Esto llevó a una situación límite a la empresa, que tenía unas previsiones de unas 5.000 unidades anuales.
Emelba buscó varias fuentes de ayuda, como Hyundai, o Daihatsu para montar su pequeño Cuore, pero el acuerdo no llegó a cuajar.
Como penúltimo intento, Emelba se presentó como candidata para el sorteo de un contrato con los taxistas de Barcelona que buscaban unificar en un modelo único sus taxis en vista de los Juegos Olímpicos de 1992. Se rumoreaba que el 7 sería elegido como taxi oficial, lo cual suponía la fabricación de 11.000 unidades, pero la convocatoria no siguió.
Como último recurso, Emelba llegó a negociar con un grupo israelí para que invirtieran capital y poder seguir así con la fabricación del 7, pero las negociaciones no salieron adelante y Emelba cerró, sin poder fabricar el 7.
Como curiosidad, un Emelba 7 fue sorteado por El Corte Inglés en Barcelona. Este automóvil ya no existe, fue abandonado y dado de baja por abandono en 2005, en la zona norte española se supone que sobrevive otro en color verde-azul.